# (518) Halawe
(518) Halawe ist ein Asteroid des Asteroidengürtels, der am 20. Oktober 1903 von Raymond Smith Dugan entdeckt wurde.
Benannt ist der Asteroid nach der aus dem arabischen Raum stammenden Süßspeise Halva.